# 멜라 코텔루크
멜라 코텔루크(폴란드어: Mela Koteluk, 1985년 7월 3일 ~ )는 폴란드의 가수이다.

## 음반 목록
- Spadochron (2012)
- Migracje (2014)